# Adam Armstrong (Fußballspieler)
Adam James Armstrong (* 10. Februar 1997 in Newcastle upon Tyne) ist ein englischer Fußballspieler.
Er entstammt der Jugend von Newcastle United, wo ihm der Durchbruch bei den Profis aber verwehrt blieb. Nach drei unterschiedlich erfolgreichen Leihgeschäften, wechselte er im Januar 2018 auf Leihbasis zu den Blackburn Rovers, wo er von August 2018 bis 2021 fest unter Vertrag stand. Aktuell spielt er für den FC Southampton.
Der offensiv variabel einsetzbare Armstrong spielte für diverse englische Juniorennationalmannschaften und gewann in dieser Zeit mit der U17 die U17-Europameisterschaft 2014 sowie mit der U21 die U20-Weltmeisterschaft 2017.

## Vereinskarriere

### Newcastle United
Als lebenslanger Anhänger schloss sich, der in Newcastle upon Tyne geborene Adam Armstrong als Neunjähriger dem Nachwuchs von Newcastle United an und wuchs dort in diversen Altersklassen zu einem der talentiertesten Stürmer des Jahrgangs heran. In der Saison 2013/14 spielte er erstmals für die U23-Mannschaft und schaffte es sich dort für die erste Mannschaft zu empfehlen, wo er im Frühjahr 2014 erstmals im Spieltagskader gelistet war. Sein Debüt in der Premier League bestritt er am 15. März 2014 (30. Spieltag) bei der 0:1-Auswärtsniederlage gegen den FC Fulham, als er in der 85. Spielminute für Luuk de Jong eingewechselt wurde. Mit 17 Jahren wurde er damit nach Kazenga LuaLua zum jüngsten Spieler, der für Newcastle in der Premier League eingesetzt wurde. In der verbleibenden Saison 2013/14 kam er zu drei weiteren Kurzeinsätzen in der höchsten englischen Spielklasse. In der nächsten Spielzeit 2014/15 kam er in 15 Ligaspielen der Herrenmannschaft zum Einsatz, während er parallel dazu elf Tore in 14 Ligaspielen der U23 erzielte.

#### Leihe zu Coventry City
Am 28. Juli 2015 wechselte Armstrong auf Leihbasis für ein halbes Jahr zum Drittligisten Coventry City. In seinem Debüt am 8. August 2015 (1. Spieltag) schoss er seine Mannschaft zu einem 2:0-Heimsieg gegen den Absteiger Wigan Athletic. Den perfekten Start für ihn selbst und die Sky Blues machte er mit einem erneuten Doppelpack beim 4:0-Auswärtssieg im nächsten Ligaspiel gegen den FC Millwall und einem Treffer beim 3:2-Heimsieg gegen Crewe Alexandra perfekt. Armstrong wurde für seine beeindruckenden Leistungen letztlich zum Spieler des Monats August ausgezeichnet. Diese Torquote konnte er in den nächsten Ligaspielen der Saison 2015/16 nicht halten, schaffte es aber dennoch häufig zu überzeugen und war unumstrittener Stammspieler unter Cheftrainer Tony Mowbray. Am 2. Januar 2016 (25. Spieltag) erzielte er beim 5:0-Auswärtssieg gegen Crewe Alexandra den ersten Hattrick seiner professionellen Karriere. Am 14. Januar 2016 wurde das Leihgeschäft bis zum Saisonende ausgedehnt. Im April 2016 schaffte er es in das League One PFA Team of the Year. Armstrong kehrte mit 20 Toren und fünf Vorlagen, welche ihm in 40 Ligaspielen gelangen, nach Newcastle zurück, welche den Abstieg in die EFL Championship hinnehmen mussten.

#### Leihe zum FC Barnsley
Bei Newcastle United absolvierte Armstrong in der nächsten Saison 2016/17 zwei Ligaspiele, wechselte aber dennoch am 30. August 2016 in einem halbjährigen Leihgeschäft zum Ligakonkurrenten FC Barnsley. Zuvor unterzeichnete er einen neuen Vierjahresvertrag bei den Magpies und deren Cheftrainer Rafa Benítez begründete die Leihe mit einer größeren Chance auf regelmäßige Einsatzzeit beim FC Barnsley, welche er bei seinem aufstiegsambitionierten Verein nicht habe. Bei Barnsley debütierte er am 10. September 2016 (6. Spieltag) gegen Preston North End, als er in der 62. Spielminute für Ryan Kent eingewechselt wurde und rund eine viertel Stunde erzielte er den Siegtreffer zum 2:1-Auswärtssieg. Bei den Tykes etablierte er sich rasch in der Startformation, erzielte aber nur wenige Tore, weshalb er vor allem im Dezember 2016 kaum berücksichtigt wurde. Dennoch wurde das Leihgeschäft Anfang Januar 2017 bis Saisonende verlängert. In der Rückrunde entwickelte er sich wieder als regelmäßige Stammkraft, traf aber dennoch nur selten. Armstrong verließ South Yorkshire nach 36 Ligaeinsätzen, in denen er nur sechs Tore erzielen konnte.

#### Leihe zu den Bolton Wanderers
Am 17. Juli 2017 wechselte Adam Armstrong auf Leihbasis für ein halbes Jahr zu den Bolton Wanderers in die zweithöchste englische Spielklasse. Sein Debüt bestritt er am 6. August 2017 (1. Spieltag) bei der 2:3-Heimniederlage gegen Leeds United, als er in der 84. Spielminute für Stephen Darby eingewechselt wurde. Bei den Trotters war Armstrong zwar Stammspieler, erlebte mit dem Verein aber einen überaus schwachen Saisonstart, bei dem der Verein nach 11 Spieltagen bei zwei Punkten und nur drei erzielten Toren stand. In den nächsten Ligaspielen schaffte es Bolton vermehrt zu Punkten, wobei Armstrong erstmals auf der Position des linken Flügelspielers eingesetzt wurde. Sein erstes Saisontor gelang ihm erst am 4. November 2017 (16. Spieltag) beim 2:1-Heimsieg gegen Norwich City. Dies blieb sein einziger Treffer für Bolton und er verließ den abstiegsbedrohten Verein Anfang Januar 2018 nach 20 Ligaeinsätzen.

### Blackburn Rovers
Nach zwei erfolglosen Leihen, wechselte Armstrong am 9. Januar 2018 wieder in die drittklassige EFL League One, wo er sich dem ehemaligen Spitzenverein Blackburn Rovers auf Leihbasis für die verbleibende Saison 2017/18 anschloss. Dort traf er wieder auf Tony Mowbray, der ihn bereits in seiner besten Spielzeit bei Coventry City trainiert hatte. Sein Debüt bestritt er am 13. Januar 2018 beim 3:1-Heimsieg gegen Shrewsbury Town, als er in der 62. Spielminute für Craig Conway eingewechselt wurde. Bei den Rovers etablierte er sich rasch als Stammkraft am Flügel und kämpfte mit dem Verein um den Aufstieg in die Championship. Am 10. Februar 2018 (32. Spieltag) erzielte er beim 2:2-Unentschieden gegen Oldham Athletic sein erstes Tor. Drei Tage später schoss er Blackburn mit einem Doppelpack zum 2:1-Auswärtssieg gegen den FC Portsmouth. Mit neun Toren in 21 Ligaeinsätzen trug Armstrong wesentlich zum Aufstieg der Mannschaft bei und kehrte anschließend zu Newcastle United zurück.
Am 6. August 2018 wechselte Adam Armstrong permanent zu den Blackburn Rovers, wo er einen Vierjahresvertrag unterzeichnete. Über die Ablösesumme wurde stillschweigen vereinbart, Medien schätzten sie aber auf 1,75 Millionen Pfund Sterling. Die Saison 2018/19 begann er als Stürmer, wechselte aber bereits nach kurzer Zeit wieder auf den Flügel. Im Januar 2019 erlebte der Stammspieler Armstrong, der zuvor nur zwei Tore erzielt hatte, seinen besten Monat der Spielzeit. Ihm gelangen in vier Ligaspielen, die allesamt gewonnen werden konnten, zwei Tore und vier Vorlagen. Diese starken Leistungen brachten ihm die Auszeichnung zum Spieler des Monats Januar ein. Die Saison beendete Armstrong mit neun Toren und genauso vielen Vorlagen, welche ihm in 48 Pflichtspielen gelangen.
In der nächsten Spielzeit 2019/20 verbesserte er seine Torquote wesentlich und nahm mit den Rovers den Kampf um einen Platz in den Aufstiegs-Play-offs auf.

### FC Southampton
Zur Saison 2021/22 wurde Armstrong vom FC Southampton für etwa 15 Millionen Pfund verpflichtet und erhielt dort einen Vierjahresvertrag. Er konnte im ersten Spiel direkt seinen ersten Treffer erzielen, auch wenn die Begegnung mit 3:1 gegen den FC Everton verloren wurde.

## Nationalmannschaft
Zwischen Februar und April 2013 bestritt Adam Armstrong sechs Länderspiele für die englische U16-Nationalmannschaft, in denen ihm zwei Tore gelangen. Seit August 2013 war er für die U17 im Einsatz und nahm mit dieser Auswahl an der U17-Europameisterschaft 2014 in Malta teil. Bei diesem Turnier gelangen ihm in der Gruppenphase zwei Tore und er schaffte es mit England ins Endspiel gegen die Niederlande. Den Finalsieg verpasste er aber aufgrund einer Verletzung. Anschließend war er nicht mehr für die U17 im Einsatz, für die er insgesamt 10 Tore in 12 Länderspielen erzielte. Von September 2014 bis Juni 2015 machte er in acht Spielen der U18 sieben Treffer. Anschließend kam er in 10 Länderspielen der U19 zum Einsatz, in denen er drei Torerfolge verbuchen konnte.
Im September 2016 debütierte Armstrong in der U20. Mit dieser Auswahl nahm er an der U21-Weltmeisterschaft 2017 in Südkorea teil. Beim 3:0-Sieg gegen Argentinien im ersten Gruppenspiel konnte er treffen. Insgesamt bestritt er bei diesem Wettbewerb vier Spiele und gewann mit dieser Auswahl die Weltmeisterschaft. Im Endspiel gegen Venezuela wurde er jedoch nicht berücksichtigt. Für die U20 bestritt er insgesamt 13 Länderspiele, in denen er sieben Tore erzielte. Im Mai und Juni 2018 kam er beim Gewinn des Turniers von Toulon zu fünf Einsätzen für die U21, in denen ihm ein Tor gelang.

## Erfolge

### Verein
Blackburn Rovers
- Aufstieg in die EFL Championship: 2017/18

### Nationalmannschaft
England U17
- U17-Europameister: 2014

England U20
- U21-Weltmeister: 2017

England U21
- Turnier von Toulon: 2018

### Individuelle Auszeichnungen
- PFA Team of the Year: 2015/16 League One
- EFL League One Player of the Month: August 2015, Februar 2018
- EFL Championship Player of the Month: Januar 2019